# Капетан Марвел (Marvel Comics)
Капетан Марвел (енгл. Captain Marvel) је име неколико измишљених суперхеројина које се појављују у америчким стриповима издавача Марвел комикс. Лик су створили уметник Џин Колан и писац Стен Ли, а први пут се појавила у стрипу Marvel Super-Heroes #12 у децембру 1967. године. Већина верзија овог лика постоји у Марвеловом главном дељеном универзуму, познатом као Марвел универзум.
Капетан Марвел се први пут на филмском платну појавила 2019. године у истоименом филму. Радња филма смештена је у Марвелов филмски универзум, а у улогу Капетан Марвел тумачила је Бри Ларсон.